# Wonolelo (Sawangan)
Wonolelo is een bestuurslaag in het regentschap Magelang van de provincie Midden-Java, Indonesië. Wonolelo telt 6401 inwoners (volkstelling 2010).